# TVP 2
TVP 2 (Telewizja Polska Dwójka) este un canal public polonez de televiziune al Telewizja Polska.

## Istoric
La 2 octombrie 1970, când a fost difuzat cel de-al doilea program al Telewizja Polska, președintele Comitetului Radio, Włodzimierz Sokorski, a anunțat în timpul unui discurs ceremonial că lansarea noului program a fost o expresie a „preocupării pentru educația și cultura națiunii”. Inițial, canalul a fost o rețea educațională care a difuzat în principal programe științifice și educaționale, inclusiv de învățare a limbilor străine; de aceea, „Dwójka” a difuzat, de asemenea, filme străine în versiunea originală în sloturi precum Kino wersji oryginalnej (în română Filme în versiunea lor originală) sau puțin mai târziu Kino poliglotów (în română Filme pentru poligloți).
Rețeaua a difuzat, de asemenea, blocuri de programe dedicate țărilor cu „democrație populară”, cum ar fi Ziua Cehoslovaciei pe TP și Ziua Iugoslaviei pe TVP, unde au fost difuzate documentare și filme de ficțiune, precum și programe de divertisment din aceste țări, dar au fost prezentate și unele țări occidentale (cum ar fi Ziua Franței pe TVP, Ziua Austriei pe TVP).
TP2 a devenit TVP2 în 1992, în momentul în care Polonia se deschidea către capitalism și a început să adapteze formate internaționale de emisiuni de jocuri, precum Koło Fortuny și Familiada.
În prezent, TVP2 este un canal de televiziune cu o ofertă foarte diversă, însă, în ciuda diversității programelor, în ultimii ani, rețeaua a fost dominată de divertisment, dar oferta include și diverse programe culturale.
La 7 martie 2003, canalul a introdus logo-ul său actual (2 introdus în 2000 a devenit vertical, iar portocaliul a devenit culoarea caracteristică a canalului).
În plus față de transmisia SD, TVP2 este difuzat și în versiune HD. Difuzarea TVP2 HD a început la 1 iunie 2012 cu acoperirea campionatului european de fotbal din 2012.

## Emisiuni
- Pytanie na śniadanie
- The Voice of Poland
- The Voice Kids of Poland
- The Voice Senior of Poland
- Kocham Cię, Polsko!
- Familiada
- Kolo Fortuny
- Campionatul European de Fotbal 2021
- UEFA Europa League
- Fort Boyard

## Seriale
- Złotopolscy
- Na dobre i na złe
- Egzamin z życia
- M jak miłość
- Kopciuszek
- Licencja na wychowanie
- Apetyt na życie
- U Pana Boga w ogródku
- Ja to mam szczęście
- Barwy szczęścia
- Głęboka woda
- Czas honoru
- Rodzinka.pl
- Na sygnale

## Logo-uri

2 octombrie 1970-1975
1975-1976
1976-1983
1983-1985
1985-23 martie 1992
24 martie 1992-19 aprilie 2000
20 aprilie 2000-6 martie 2003
7 martie 2003-prezent
3 September 2021-27 August 2023

### TVP2 HD

31 mai 2012-prezent